# رؤوس السهام الفينيقية
رؤوس السهام الفينيقية أو رؤوس الرماح الفينيقية هي مجموعة معروفة تضم حوالي 70 رأس سهام برونزية منقوشة فينيقية من القرن الحادي عشر قبل الميلاد فصاعدًا.
أول نقش معروف كان رأس سهم الرويسة. إنه الوحيد الموجود في الموقع . أما رؤوس الأسهم الأخرى فهي مجهولة المصدر، وقد ظهرت لأول مرة في أسواق الآثار.
ويعتقد أن النقوش هي أسماء شخصية.
وهي معروفة بالرموز (KAI 20–22).
نظرًا لتاريخها المبكر، فإن رؤوس الأسهم مهمة في الفهم الحديث لتاريخ اللغة الفينيقية؛ على وجه الخصوص، يُقال إن اكتشاف رؤوس سهام الخضر الثلاثة في عام 1953 قد "بدأ مرحلة جديدة في دراسة الأصول الأبجدية". لقد أصبح من التقليدي الإشارة إلى النص المكتوب باسم "الكنعانية البدائية" حتى منتصف القرن الحادي عشر قبل الميلاد، وهي المرحلة التي جا فيها إثبات كلمة "فينيقية" لأول مرة على رؤوس الأسهم. كتب فرانك مور كروس وجوزيف ميليك في عام 1954 أن "رؤوس الرمح الخضراء توفر الحلقة المفقودة بين أحدث النقوش الكنعانية البدائية وأقدم النقوش الفينيقية".

## رأس سهم الرويسة

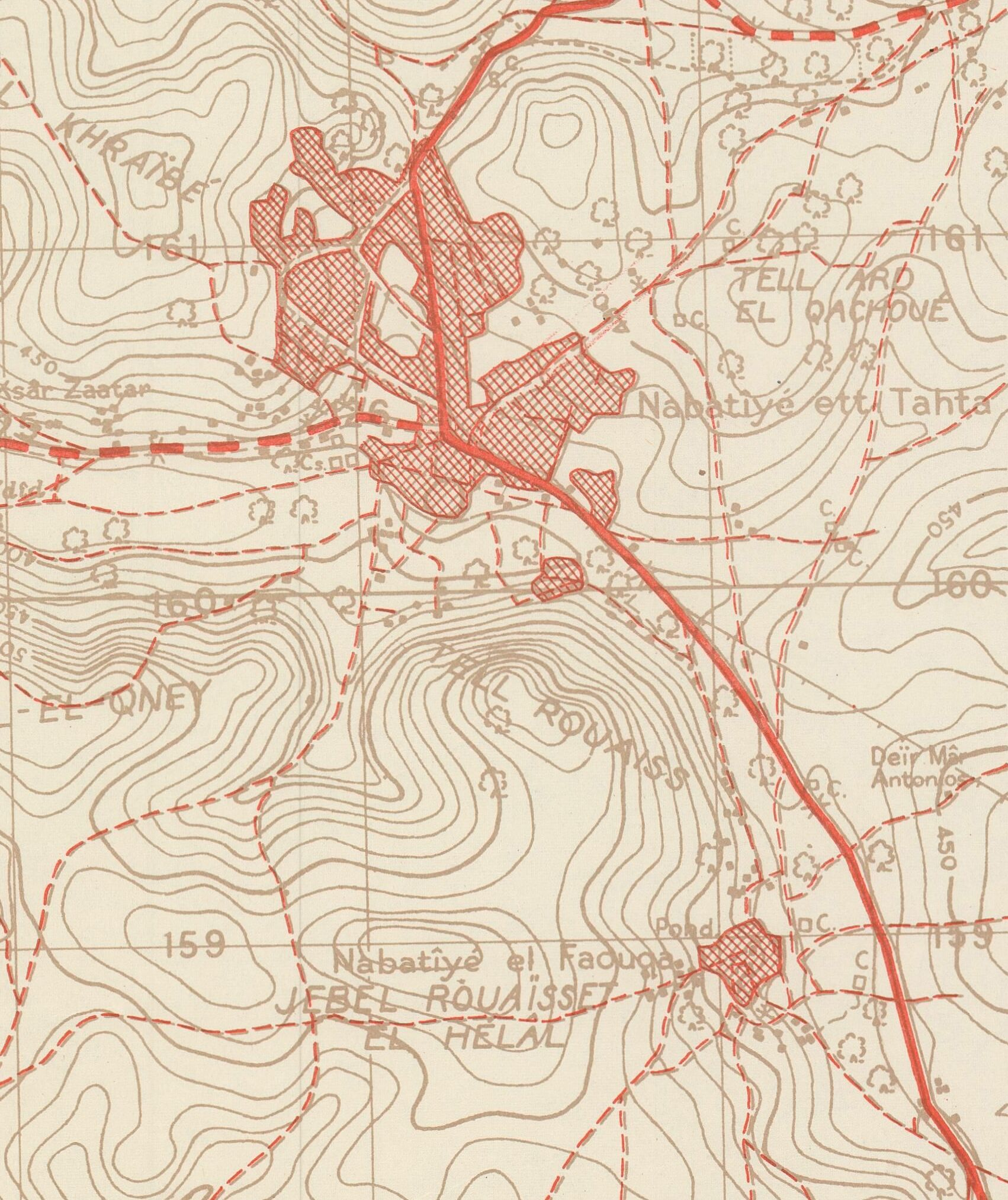
تل الرويس وجبل الرويسة على خريطة النبطية والنبطية فوقا عام 1943

كان رأس سهم الرويسة هو الأول الذي اكتشف في العصر الحديث، ولا يزال الوحيد الذي عثر عليه في السياق الأثري. عثر عليه في الرويسة، بالقرب من النبطية الفوقا (النبطية العليا)، على يد بيير جيوجز خلال مسح أثري للمقابر في المنطقة. واكتشف رأسين للسهام في نفس المقبرة، لكن الثاني لم يكن به أي نقش. أعيد استخدام المقبرة في الفترة الهلنستية، مما أدى إلى قلب محتويات المقابر، مما يجعل إجراء أي دراسة طبقية مستحيلة.
يعود تاريخ رأس السهم بناءً على أسلوبه القديم، وأشار العلماء إلى أنه ربما تم إنتاجه خلال القرن العاشر قبل الميلاد.
وجاء في النقش: "سهم أدو ابن عكي".
وهو موجود حاليًا في متحف اللوفر.

## رؤوس سهام الخضر
نشرت المجموعة التالية من رؤوس السهام (الموصوفة برؤوس الرمح) في عام 1954؛ اشترا جيرالد لانكستر هاردينج وفرانك مور كروس وجوزيف ميليك ثلاثة رؤوس سهام منقوشة بشكل منفصل من سوق الآثار في 1953-1954. تم التأكد لاحقًا من أنهم كانوا جزءًا من كنز مكون من 26 رمحًا ورأس سهام (معظمها غير مكتوب) عثر عليها فلاح من الخضر، غرب بيت لحم.
نظرًا لعمرها، ربما تعتبر هذه القطع الأثرية الثلاثة الأكثر أهمية في المجموعة المعروفة. استخدموا الحروف العمودية من اليسار إلى اليمين، مما يمثل مرحلة انتقالية بين النصوص الفينيقية في العصر الحديدي المبكر والنقوش البدائية الكنعانية السابقة. كتب كروس وميليك في عام 1954: "نظرًا لعدم وجود دليل على احتلال الموقع قبل العصر الروماني، فمن المحتمل أن يكون المخبأ قد فُقد أو دُفن مع صاحبه، أثناء المعركة أو بعدها.
الاسم المذكور في النقوش الثلاثة هو نفسه تقريباً، (ˁbdlb(ˀ)t). والمثير للدهشة أن نفس الاسم يظهر على رأس سهم الرويسة. كتب كروس وميليك أنه "إذا لم يكن الأمر محض صدفة، فقد يكون هذا مؤشرًا على وجود فئة رماة وراثية أو مرتزقة.
قائمة
| اسم              | نقش                      | الموقع الأصلي | الموقع الحالي والهوية         | المرجع                                         |
| الخضر ط / كاي 21 | hs cbdlb't               | الخضر         | متحف روكفلر IDAM 54,1         | Milik & Cross 1954 أولبرايت، 1954؛ دوسو، 1954. |
| الخضر الثاني     | ح؟ com.cbdlbt            | الخضر         | متحف هارفارد للسامية 982.1.1  | Milik & Cross 1954 أولبرايت، 1954؛ دوسو، 1954. |
| الخضر الثالث     |                          | الخضر         | عمان، المتحف الأثري . ي 5137  | Milik & Cross 1954 أولبرايت، 1954؛ دوسو، 1954. |
| الخضر الرابع     | hf cbdl't                | الخضر         | متحف إسرائيل ص-526288         | Cross 1980                                     |
| الخضر V          | cbdlb't bncnt            | الخضر         | القدس، مجموعة خاصة.           | Cross 1980                                     |
| كاي 22           | hf zkrbfcl] مليار bcn[t] | غير مثبت      | متحف بيروت الوطني             | Milik 1956 ; يافين، 1958                       |
|                  | hs grbl fdny             | غير مثبت      | متحف بيروت الوطني رقم. 5137.  | ميليك، 1961                                    |
|                  | hs czrbcl bn 'dnbcl      | غير مثبت      | متحف بيروت الوطني رقم. 677.   | ميليك، 1961                                    |
|                  | hf rp' bn yhš            | غير مثبت      | متحف بيروت الوطني             | مارتن، 1962.                                   |
|                  | hs' bn zm'               | غير مثبت      | باريس، مجموعة خاصة            | سوفيجارد 1980 – ليبينسكي، جوبيل 1986.          |
|                  | hf zkrM mlk / 'mr        | غير مثبت      | متحف بيروت الوطني             | ستاركي، 1982؛ مزة، 1987؛ لومير، 1989، 542.     |
|                  | hf cbdny •s "zbcl        | غير مثبت      | لبنان، مجموعة خاصة            | Bordreuil 1982، صفحة 189                       |
|                  | ... 'كي...               | غير مثبت      | متحف بيروت الوطني             | Bordreuil 1982، صفحة 189                       |
|                  | hf ymn's cbdy            | غير مثبت      | متحف بيروت الوطني             | Bordreuil 1982، صفحة 189                       |
|                  | غير منشورة               | غير مثبت      | مجموعة خاصة.                  | Bordreuil 1982، صفحة 189                       |
|                  | غير منشورة               | غير مثبت      | مجموعة خاصة.                  | Bordreuil 1982، صفحة 189                       |
|                  | غير منشورة               | غير مثبت      | مجموعة خاصة.                  | Bordreuil 1982، صفحة 189                       |
|                  | hf 'dc bn بيل'           | غير مثبت      | المتحف البريطاني WA 13 67 53. | ميتشل، 1985.                                   |
|                  | hf مهرن بن يتل           | غير مثبت      | القدس، مجموعة خاصة            | لومير، 1989                                    |
|                  | غير منشورة               | غير مثبت      | متحف إسرائيل . 86.59.87.      | ساس، 1988، 98.                                 |
|                  | غير منشورة               | غير مثبت      | متحف إسرائيل 86.59.88         | ساس، 1988، 98.                                 |
|                  | hfpdy bn qry             | غير مثبت      | بيروت، مجموعة خاصة.           | صادر، 1990.                                    |
|                  | hf 'dn S'/r              | غير مثبت      | كنيسة القديسة آن، القدس       | Tarragon 1991                                  |